# Governo de Estabilidade Nacional

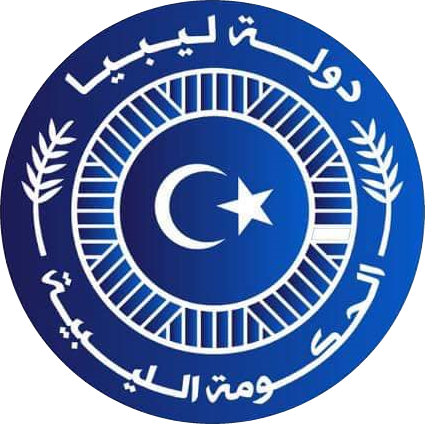
Logótipo do Governo de Estabilidade Nacional.

O Governo de Estabilidade Nacional (em árabe: حكومة الإستقرار الوطني, translit. ḥkūmẗ al-istqrār al-ūṭnī) é um governo líbio baseado em Sirte  formado em 10 de março de 2022, liderado por Fathi Bashagha e apoiado pela Câmara dos Representantes da Líbia e pelo Exército Nacional Líbio. Desde a sua criação, o governo reivindica o poder sobre a Líbia em competição com o Governo de Unidade Nacional liderado por Abdul Hamid Dbeibeh.

## História
No dia 21 de setembro de 2021, a Câmara dos Representantes, que governa o leste da Líbia, aprovou uma moção de desconfiança contra o Governo de Unidade Nacional.
Em 10 de fevereiro de 2022, a Câmara dos Representantes selecionou Fathi Bashagha como primeiro-ministro designado, depois que o presidente da Câmara, Aguila Saleh Issa, anunciou que o outro candidato único, Khalid Al-Baybas, retirou sua candidatura. No entanto, Al-Baybas negou ter desistido da disputa. O primeiro-ministro do Governo de Unidade Nacional Abdul Hamid Dbeibeh rejeitou a nomeação de Bashagha como primeiro-ministro, afirmando que só entregará o poder após uma eleição nacional. Já o líder do Exército Nacional Líbio, Khalifa Haftar, saudou a nomeação de Bashagha.
Em 1 de março, a Câmara dos Representantes votou para dar confiança ao Governo de Estabilidade Nacional de Bashagha. Segundo o presidente do legislativo, 92 dos 101 membros presentes votaram a favor do novo governo. O Alto Conselho de Estado rejeitou as medidas "unilaterais" da Câmara dos Representantes e considerou sua decisão de conceder confiança a um novo governo como uma violação do Acordo Político Líbio. Assim, o Governo de Unidade Nacional recusou-se a transferir poderes para o governo de Bashagha. As Nações Unidas manifestaram preocupação com a votação devido a relatos sobre falta de transparência e de trâmites, além de atos de intimidação antes da sessão da Câmara.
Bashagha e seu gabinete foram empossados na sede da Câmara dos Representantes em Tobruk em 3 de março.
No momento, ambos os governos operam na Líbia, o que levou à dualidade de poderes.
A partir de maio, ocorrem confrontos entre partidários dos dois governos na Líbia, que se intensificaram em 27 de agosto.